# Hanatarash
Hanatarashi (ハナタラシ) ("den snornäsade") var ett japanskt noisemusikband som startades av Boredoms frontman Yamatsuka Eye och Zeni Geva-gitarristen Mitsuru Tabata 1984 efter att de båda träffats på en spelning med tyska Einstürzende Neubauten. Efter att de släppte sitt första album slopade man i:et i namnet så att det blev Hanatarash ("snornäsan"). De gjorde sig kända för sina vilda liveframträdanden där man slängde gasbehållare på publiken och ölflaskor for omkring. En gång ska (en redan död) katt ha sågats itu på scen och vid ett tillfälle ska Yamatsuka Eye ha orsakat skador för omkring 60 000 amerikanska dollar när han körde en gaffeltruck genom väggen på spelstället.

## Diskografi
- Take back your Penis! Casette (Condome Cassex, 1984)
- Hanatarashi LP (Alchemy, 1985)
- 2 LP (Alchemy, 1988)
- 3 LP (RRRecords, 1989) CD (RRRecords, 1992)
- Live!! 82 Apr. 12 Studio Ahiru / Osaka CD (MoM'n'DaD Productions, 1993)
- Live!! 88 Feb. 21 Antiknock / Tokyo CD (MoM'n'DaD Productions, 1992)
- The hanatarashi and his eYe 7" (Public bath, 1992)
- 4: AIDS-a-Delic CD (Public Bath, 1994)
- 5: We Are 0:00 CD (Shock City, Trattoria, 1996)
- Live!! 84 Dec. 16 Zabo-Kyoto CD (MoM'n'DaD Productions, 1993)